# Colletoconis aecidiophila
Colletoconis aecidiophila är en svampart som först beskrevs av Speg., och fick sitt nu gällande namn av de Hoog, Aa & U.P. Singh 1978. Colletoconis aecidiophila ingår i släktet Colletoconis, divisionen sporsäcksvampar och riket svampar.   Inga underarter finns listade i Catalogue of Life.